# 李震瀛

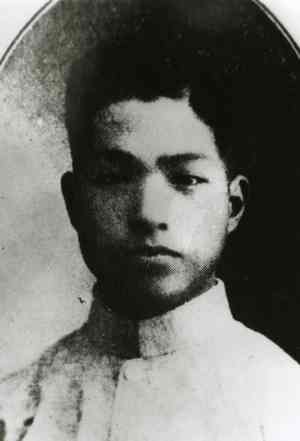
李震瀛

李震瀛（1900年8月—1938年5月7日），原名宝森，曾用名李振瀛、李泊之、宝林、二八、振因、晨因、大汉。直隶天津人，觉悟社的创建者之一，中国共产党早期领导人，工人运动领袖，曾任中国共产党第五届中央委员会候补委员。

## 生平
1900年8月，李震瀛出生。1913年，李震瀛考入天津南开中学。李震瀛会说英语、俄语。1919年，他参加了五四运动。1919年7月，19岁的李震瀛同李学珍结婚。1919年9月16日，李震瀛、周恩来、马骏、郭隆真、刘清扬、邓颖超等20多位青年学生创建了觉悟社。他们采用50个号码，通过抓阄确定每个人的代号，比如1号邓颖超化名“逸豪”，5号周恩来化名“伍豪”，13号郭隆真化名“石珊”，25号刘清扬化名“念吾”，28号李震瀛化名“念八”。觉悟社在天津开展了抵制日货的活动。由于天津警察厅长杨以德镇压学生运动，李震瀛乃于1919年11月离家外出，同新婚妻子分别，直到1932年才夫妻重逢。
1920年1月29日，周恩来、于兰渚等率南开大学、北洋大学、中西女学校等18所学校的学生在东马路办游行大会。周恩来、于兰渚、郭隆真、张若茗、李震瀛等20多位学生代表被捕。同年7月17日，周恩来、李震瀛等21人获释。8月初，觉悟社在天津法租界召开了14位社员参加的年会，会期三天。会议最后一天，这14人在鼎章照相馆合影留念。
1921年夏，李震瀛奉李大钊之命到上海负责编辑中国的共产党组织创办的首个刊物《劳动界》。1921年秋，他加入中国共产党。随后任中国劳动组合书记部天津负责人，在铁路开展工人运动。1922年初，他作为郑州铁路工人俱乐部负责人到安阳站组建安阳铁路工人俱乐部，并领导了铁路工人运动。1922年4月，他回郑州任郑州铁路工会秘书，并指派中国共产党党员、北京大学学生贺道培到安阳继续领导工人运动。1922年7月，李震瀛出席了中国共产党第二次全国代表大会，关于其“中共二大”代表的身份一直存有争议。1922年12月，他发展戴清屏、解长喜、姚作堂为中国共产党党员，建立了安阳最早的中国共产党小组——中共安阳县党小组。1923年2月4日，他参与组织郑州二七大罢工。大罢工失败后，他被中国共产党先后派到哈尔滨、大连、天津、保定等地领导工人运动并负责建党。
1923年春，受中共北方区委和中国劳动组合书记部委派，李震瀛、陈为人赴中国东北筹建中共东北党组织。他们二人先赴哈尔滨，很快在哈尔滨创建了中共及共青团组织。1924年夏，大连的党、团组织成立后，他们二人又赴南满，帮助傅景阳、杨志云推动工作。1927年八七会议后，中共东北党组织召开第一次代表大会，成立了中共满洲省委。
1927年4月7日到5月9日，中国共产党第五次全国代表大会在武汉举行，李震瀛、毛泽东、陈潭秋、陆沉、黄平、袁达时、林育南、吴雨铭等11人当选为候补中央委员。
1927年春夏之际，蒋介石在上海发动四一二事件，汪精卫在武汉发动七一五事件，屠杀中国共产党党员及群众。8月7日，中共中央在汉口召开紧急会议，即八七会议，参加会议者为当时在武汉的中共中央委员李维汉、瞿秋白、张太雷等22人，候补中央委员毛泽东、李震瀛、陆沉也参加了此次会议。
1928年2月，李震瀛出席了在莫斯科召开的共产国际执委第九次全会，并获得斯大林、布哈林接见。
1931年7月，因为反对王明上台，李震瀛参与了分裂党的活动，被开除中国共产党党籍。
1931年夏，李震瀛在上海被逮捕。1931年11月，因证据不足，李震瀛被释放出狱，但同中共党组织失去联系，此后长期乞讨。他在狱中遭受酷刑折磨，受伤很重。1932年12月18日夜，李震瀛突然回到天津家中，见到了分别已13年的妻子李学珍。当时李震瀛因遭狱中酷刑而伤势很重，休养了一段时间仍未好转，只好先回家休养。12月19日，李震瀛的妹妹李宝祯帮李学珍将李震瀛送到医院进行检查，检查发现其肋骨已因骨折长期未获治疗从而发炎化脓，需赶紧做手术。但李震瀛的母亲和妻子一直无正式工作，生活全靠在医院当助产士的李宝祯勉强维持，无钱给李震瀛做手术，只能靠一些消炎药维持。近三年后，李震瀛的身体稍微恢复，便到元隆绸缎庄胡一爷的家教馆给学生做英语补习。半年之后，李震瀛转到元隆柜上办业务。后因劳累过度，旧病复发，无钱医治，李震瀛于1938年4月初病倒。1938年5月7日，李震瀛在家中病逝，享年38岁。
中华人民共和国成立后，李学珍和李宝祯联络到当年的中共地下党员李散人。1952年夏，李散人致函政务院总理周恩来，介绍了李震瀛生命的最后岁月及其家人的生活情况，提出李震瀛应当属于革命烈士，应对其家人的生活予以照顾。1953年3月16日，天津市人民政府收到中央人民政府民族事务委员会来函称，中国佛教协会副秘书长巨赞、天津地下党员李散人先后致信中共中央统战部副部长、中央人民政府民族事务委员会副主任委员刘格平，要求对李震瀛的家属应当予以照顾，并提出李震瀛应当属于革命烈士的问题。附件内李散人的原函介绍了李震瀛的最后岁月。不久，天津市人民政府请李宝祯、李散人来到市政府面商办法。李震瀛的家属获得了照顾。